# Théophilanthropie

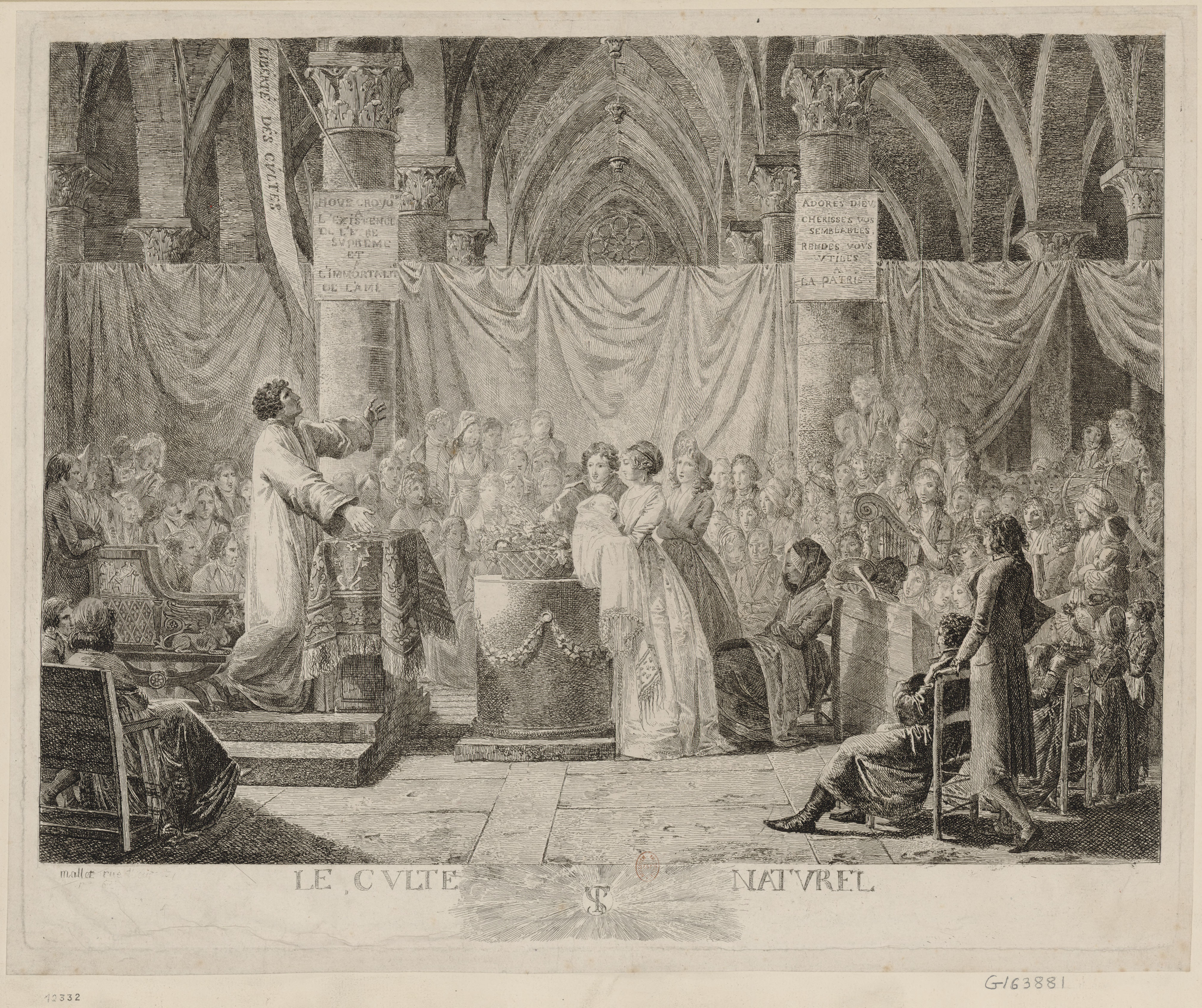
Le culte naturel, estampe représentant un baptême d'enfant par une assemblée de théophilanthropes.
Gravure de Jean-Baptiste Mallet, Paris, 1797.

La théophilanthropie (du grec ancien : θεός / theos « dieu », φίλος / phílos « ami » et ἄνθρωπος / ánthrôpos « être humain ») est un culte établi sur deux idées principales : la croyance en Dieu et l'amour du prochain.
Ce culte d'origine privée cherchait à offrir une conformité à la religion naturelle. Il fut soutenu par le Directoire entre le coup d'État du 18 fructidor an V (4 septembre 1797) et la loi du 22 floréal an VI (11 mai 1798), notamment par le directeur La Révellière-Lépeaux. En soutenant ce culte, le Directoire pensait parvenir à affaiblir le catholicisme et ainsi affermir les institutions républicaines.
Le soutien gouvernemental diminua par suite de la présence de floréalisés parmi les théophilanthropes et par le développement du culte décadaire sous l'impulsion du directeur Merlin de Douai et du ministre de l'intérieur François de Neufchateau.

## Contexte

### Situation juridique en France
Un décret du 21 février 1795 et l'article 354 de la constitution de l'an III posaient la liberté des cultes. Malgré tout, les lois contre les prêtres réfractaires demeuraient en vigueur bien qu'allant petit à petit être assouplies jusqu'au Coup d'État du 18 fructidor an V

### Situation politique en France
L'an IV est marqué par une renaissance du « péril prêtre ». La République est agitée par la Terreur blanche, par les prêches de prêtres réfractaires hostiles à la République protégés par les Chouans en guerre, par un faible soutien de la part des prêtres constitutionnels. En revanche, elle dispose certes d'une armée triomphante en Italie, où le pape Pie VI n'a pas accepté la Constitution civile du clergé, ni le calendrier républicain qui supprime les dimanches. Dans son chapitre « Théophilanthropes », Louis-Sébastien Mercier, associe la chute de Louis XVI et l'impuissance du pape : « Le pied adoré du Dieu octogénaire de Rome touche la terre qui doit le couvrir ! La foudre est demeurée impuissante dans sa main à l'aspect des vainqueurs d'Italie » dans le triomphe de la raison sur la « crédulité et toutes les jongleries sacerdotales ».
Le meilleur moyen d’assoir l'esprit républicain paraît être d'agir sur la cellule sociale élémentaire : la famille. La théophilanthropie sera une tentative privée de moralisation et d'éducation populaire. Culte domestique « ennemis du faste et des grandeurs », elle est aussi sans clergé, sans images, sans prosélytisme, s'opposant aux religions révélées elle se veut « naturelle » les fleurs et les fruits sont la seule décoration de ses autels…
Elle aura été précédée d'un certain nombre d'autres projets de moralisation se réclamant eux aussi d'une religion naturelle : le culte social de Félix Le Pelletier, le culte des Adorateurs de François Antoine Daubermesnil, le culte social de Benoist-Lamothe, le culte naturel de Bressy…
Tous ces projets reposent sur l'idée résumée par Benoist-Lamothe selon laquelle « La religion est le principal fondement de la morale, la morale est le plus ferme appui des lois… »

## Naissance de la théophilanthropie

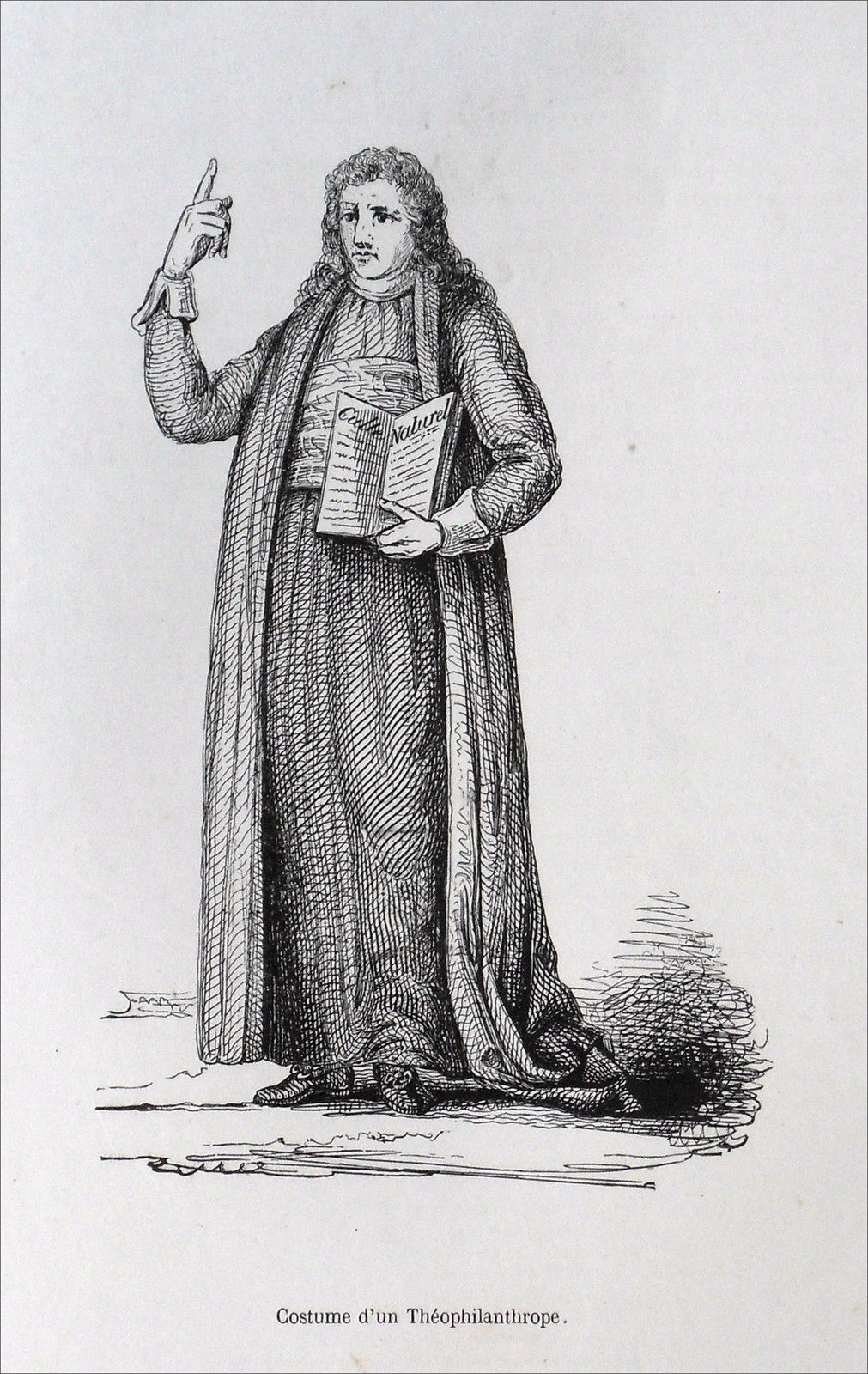
Costume d'un Théophilanthrope, gravure sur acier, XIXe siècle.

Le fondateur de la théophilantropie est Jean-Baptiste Chemin-Dupontès, dit « Chemin fils », né vers 1760, et mort vers 1852. Sans doute fils de libraire, Chemin a fait des études de théologie au séminaire, et est libraire à Paris lorsqu’éclate la Révolution. Il est à cette époque en relation avec l'abbé Claude Fauchet (1744-1793), partisan d'un catholicisme national et futur évêque constitutionnel du Calvados.
Partisan modéré de la Révolution, Chemin édite ses propres brochures patriotiques, souvent soucieuses de neutralité :
- L'Ami des jeunes patriotes ;
- La Morale des sans-culottes ;
- Le Pour et le Contre ;
- L'Alphabet républicain (an II), sorte de catéchisme de l'Être suprême et de la religion naturelle.

Après le 9-Thermidor, il se range du côté des républicains modérés. Il est hostile tout à la fois au royalisme et à la démocratie (qualifiée d'anarchie par les républicains et les royalistes). Dans une brochure publiée en nivôse an V il expose ses idées et notamment le fait que pour lui l'important est de savoir si un homme dispose de principes religieux et non s'il est de tel ou tel culte. En effet « la pratique du bien est immédiatement liée pour la généralité des hommes à la croyance de l'existence de Dieu et de l'immortalité de l'âme… ».
En septembre 1796 paraît son ouvrage le Manuel des théoanthropophiles, cet ouvrage ne visait initialement qu'à fournir un plan simple à ses concitoyens dont il pourrait profiter dans leurs familles. Ce culte à portée familiale va devenir public par l'initiative de Valentin Haüy, homme de passion à la différence de Chemin. Le souffle qu'il donna au mouvement contribua même à ce que certains le qualifient de véritable fondateur de ladite Église (La Révellière, Décembre-Alonnier).
Haüy et Chemin formèrent avec trois autres pères de famille (Jeanne, Moreau, Mandar ?) le premier comité de direction du culte de la religion naturelle. Ce comité décida de donner un nom au culte, le titre de théoanthropophile étant dépourvu d'harmonie, ils décidèrent de suivre la proposition de Chemin de le dénommer Théophilanthropie.

## Principes philosophiques
Les idées sont précisées dans le Manuel des théophilanthropes. La théophilanthropie vise à permettre aux individus d'être éclairés et civiquement éduqués sans être gâtés par les dangers de l'irréligion. Elle se veut une religion tellement raisonnable qu'elle emporterait l'adhésion complète de l'intelligence. La vision est ici très utilitariste, cette religion se veut comporter tous les avantages des anciennes sans les inconvénients.
Les croyances des théophilanthropes sont au nombre de deux : monothéisme ou existence de Dieu unique (Être suprême) et l'immortalité de l'âme. Louis-Sébastien Mercier y ajoute « l'amour conjugal, le respect dû à la vieillesse, la piété envers les parents, et la bienfaisance ». Ces fondements donnent de l'intérêt à être bon citoyen car les actions de l'homme gardent un sens même après sa mort et il a également intérêt à bien agir de son vivant. Ils ne s'intéressent en principe point à la théologie. La théophilanthropie se prétend un rationalisme : « À la terreur de l'enfer, aux flammes du purgatoire, aux pantomimes de la messe, à l'oreille impudique des confesseurs, ils ont substitué le rudiment de la raison… »
Cette religion naturelle a pour but de réconcilier les différentes églises.

## Pratique du culte
La théophilanthropie se pratique sous la forme d'un culte familial et de cérémonies publiques : « fêtes religieuses et morales », dans des temples décorés d'inscriptions morales et d'un autel dépouillé, évocations au Père de la Nature, examens de conscience, hymnes, lectures, etc.
Le Code religieux et moral des théophilanthropes, écrit en l'an VI, reprend les principaux textes du groupe.
Le premier culte a lieu en janvier 1797 dans l'église Sainte-Catherine à Paris, devant les familles des fondateurs et les élèves de Haüy. L'affluence importante nécessite une seconde réunion. La théophilanthropie rencontre l'adhésion rapide de quelques politiques, comme l'entrepreneur et économiste Dupont de Nemours, le député au Conseil des Anciens Goupil de Préfelne ou le peintre David.
L'appui donné par un des Directeurs, La Révellière-Lépeaux, donne sa notoriété au mouvement. À partir d'avril 1797, il entend renforcer la République en remplaçant le catholicisme par une autre religion. Arrivent alors les soutiens de Bernardin de Saint-Pierre, Marie-Joseph de Chénier, Thomas Paine.

## Développement de la théophilanthropie

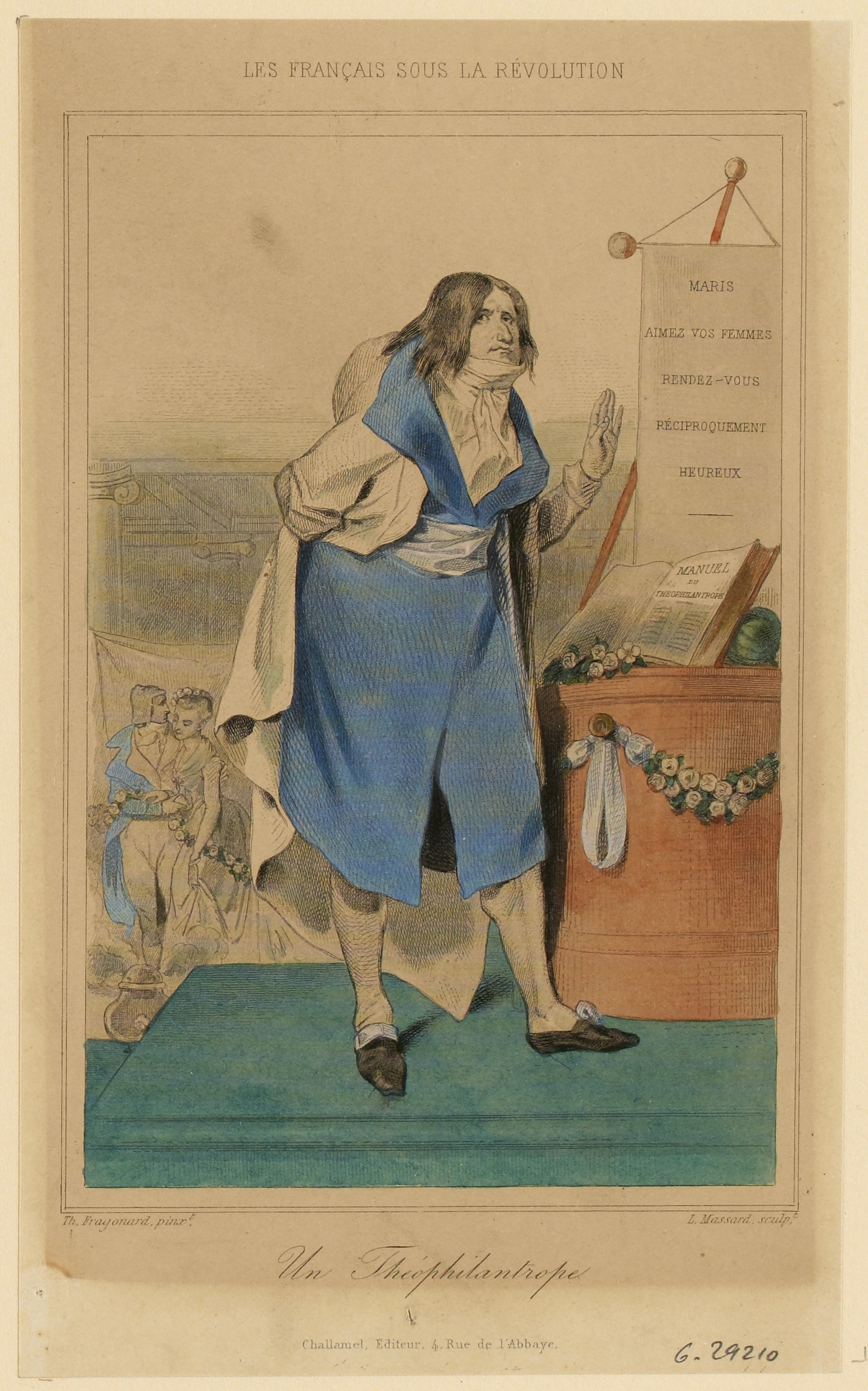
Représentation d'un théophilanthrope dans l'ouvrage d'Augustin Challamel et Wilhelm Ténint, Les Français sous la Révolution, Paris, Challamel, 1843.

Le mouvement prend une connotation de plus en plus anticatholique à mesure qu'il est rejoint par des patriotes avancés. Le groupe ouvre des écoles et reçoit l'autorisation d'exercer son culte dans 19 églises parisiennes, conjointement avec les cultes constitutionnels et réfractaires.
La théophilanthropie se développe également en province. Ce développement est freiné par la volonté de remettre en valeur le culte décadaire par François de Neufchâteau, ministre de l'Intérieur.
Une tentative de relancer les activités théophilanthropiques est lancée sous le nom de « théisme » (sorte de franc-maçonnerie ouverte) en privilégiant le caractère philosophique du culte, mais elle échoue.
La nouvelle religion suscite des adversaires qui tentent de ridiculiser ses adeptes en les appelant : « Les Filous en troupe ». Le 12 floréal an V, après avoir entendu la lecture d'un exposé de La Révellière-Lépeaux sur le culte et les cérémonies civiles à l'Académie des sciences morales et politiques, Talleyrand fait remarquer à son auteur : « Je n'ai qu'une observation à vous faire. Jésus-Christ, pour fonder sa religion, a été crucifié et est ressuscité. Vous auriez dû tâcher d'en faire autant ». Les réunions théophilanthropiques sont interdites dans les édifices nationaux (églises) par un arrêté du 12 vendémiaire an X (4 octobre 1801), puis le culte est interdit en tout lieu en mars 1803. Certains groupes théistes perdurent encore quelque temps en province, notamment dans l'Yonne et dans le Loiret.
Jean-Baptiste Chemin retourne alors à la franc-maçonnerie (il est vénérable de la Loge « Les Sept Écossais réunis » en 1815, et membre du Grand Orient de France). Il finit sa vie probablement comme maître de pension[réf. nécessaire].
Plus tard, le prêtre et philosophe grec Theóphilos Kaíris fonde la « théosébie », inspirée de la théophilanthropie française. Il est anathémisé par l'Église orthodoxe en 1839.
À la fin du XIXe siècle, Joseph Décembre, dit Décembre-Alonnier (1831-1906) tente de faire renaître la théophilanthropie (1882, fondation du Comité central théophilanthropique). Libraire, il essaie surtout, dans un esprit très anticlérical, de transformer ce courant spirituel en filon commercial auprès des francs-maçons et des occultistes.

## Sources
- Code de religion et de morale naturelle, à l'usage des adorateurs de Dieu et amis des hommes, rédigé, publié et mis en ordre par J.-B. Chemin, Paris : chez l'auteur, rue de la Harpe, no 307, près de celle du Foin, an VII
- Jean Baptiste Chemin-Dupontés, Rituel des Théophilantropes, Paris : chez l'auteur, rue de la Harpe, no 307, près de celle du Foin, an VI .
- Manuel des Théophilantropes, ou Adorateurs de Dieu et Amis des Hommes, contenant l'exposition de leurs dogmes, de leur morale et de leurs pratiques religieuses, avec une instruction sur l'organisation et la célébration du culte, rédigé par C***, Paris : au Bureau des ouvrages de la Théophilantropie, rue de la Harpe, no 307, près de celle du Foin, an VI .